# Commandos: Strike Force
Commandos: Strike Force é um jogo eletrônico de tiro tático em primeira pessoa. Foi desenvolvido pela Pyro Studios e publicado pela Eidos Interactive. É a quinta edição da série Commandos
Lançado nos primeiros meses de 2006, o jogo é muito diferente dos quatro primeiros jogos. Embora as missões sejam organizadas de maneira semelhante (vários objetivos diferentes, alguns a serem alcançados através do sigilo, outros através do uso de força) e, na maioria das vezes, o jogador pode mudar de personagem, este é o primeiro jogo da série à aplicar uma perspectiva em primeira pessoa, como muitos outros jogos inspirados na Segunda Guerra Mundial, em contraste com a visão geral dos jogos anteriores. Portanto, o jogo é muito mais parecido com os jogos das séries Medal of Honor e Call of Duty do que os jogos anteriores da série.

## Enredo
O jogo é dividido entre três campanhas na França, Noruega e na União Soviética durante a Segunda Guerra Mundial. A primeira campanha ocorre na França ocupada em 1942. Os comandos da Strike Force consistem no atirador britânico: Tenente William Hawkins, o Boina Verde de Londres: Capitão Francis O'Brien e no espião e líder britânico: Coronel George Brown. Os comandos ajudam a resistência francesa a proteger uma vila, mas são forçados a evacuar quando suas posições são comprometidas por um agente duplo (O'Brien, suspeita que seja Brown). Brown ajuda a resistência em uma cidade, eliminando todos os alvos de oportunidade e libertando um médico. 
A próxima campanha leva os comandos para a Noruega ocupada, onde eles abrem caminho por uma cidade portuária e vários postos de guarda rio abaixo, para que Brown possa se infiltrar em uma usina de água pesada. Sob o manto da escuridão, os comandos lançam um ataque surpresa a uma cidade ocupada pelos nazistas para servir como uma rota de fuga da usina de água pesada. Após uma longa batalha, o inimigo é repelido da cidade. 
A última campanha leva os comandos a Stalingrado, a fim de ajudar o oficial soviético Salenkov. Uma vez nos esgotos, Brown encontra um pelotão em sua direção, então ele captura seus companheiros de equipe para permitir-se explorar livremente a cidade guarnecida e se infiltrar na sede, onde ele resgata seus companheiros de equipe e libera uma preciosa relíquia russa. Durante sua exfiltração, Brown descobre que o agente duplo e o informante nazista não é outro senão Salenkov. Brown mata o traidor e expulsa os comandos do QG. Hawkins e O'Brien matam vários alvos nas ruínas da cidade e juntam-se a um esquadrão do Exército Vermelho para repelir várias ondas de invasores alemães. Sua vitória termina com Brown se reunindo com os comandos e comemorando.

## Jogabilidade
O jogador é obrigado a completar uma série de objetivos em cada missão. Durante as missões, o jogador fará uso de um ou dois dos três membros da Strike Force. Cada membro da Strike Force possui armas, ferramentas e talentos específicos adequados ao seu papel. O Boina Verde pode usar pistolas akimbo e armas pesadas. O Sniper usa rifles com mira telescópica e facas e é o único que sabe nadar. O espião pode usar uma pistola silenciada, granadas de gás (fornecidas com uma máscara de gás) e usar qualquer uniforme adquirido para enganar soldados de nível inferior. 

## Desenvolvimento
A Pyro Studios considerou brevemente um jogo "Commandos 4", mas finalmente decidiu apresentar sua franquia aos sistemas de console criando um shooter em primeira pessoa. Levando em consideração as frustrações dos jogadores em relação aos jogos anteriores, a empresa decidiu equilibrar os elementos de dificuldade em seu novo jogo. Eles escolheram não basear as missões e os níveis em eventos historicamente precisos para tornar o design do jogo flexível, enquanto derivavam alguns elementos dos jogos anteriores da série.

## Recepção
O jogo recebeu críticas "mistas" em todas as plataformas, de acordo com o site de agregação de críticas Metacritic. Os fãs dos jogos anteriores da série sentiram que Strike Force não possuía a dificuldade de marca registrada dos jogos anteriores. Da mesma forma, foi promovido como misturando elementos de estratégia dos jogos anteriores com a jogabilidade tradicional de tiro em primeira pessoa, mas apenas os sugeriu enquanto predominantemente era orientado para a ação. Como resultado, críticos e fãs sentiram que pouco fez para se distanciar da recente inundação de jogos similares. No Japão, onde a versão do PlayStation 2 foi portada e publicada pela Spike em 21 de setembro de 2006, Famitsu deu uma pontuação de 26/40.
O jogo vendeu mal. No entanto, recebeu um prêmio por vendas de pelo menos 40.000 unidades na Espanha.